# 1890 год в литературе

## События
- Выходит первое прижизненное Собрание сочинений Н. С. Лескова.
- Впервые переведена на русский язык повесть Проспера Мериме «Кармен» (опубликована в журнале «Дорожная библиотека»).

## Книги
- «Без догмата» — произведение польского писателя Генрика Сенкевича.
- «Великий бог Пан» — повесть Артура Мейчена.
- «Гедда Габлер» — пьеса Генрика Ибсена.
- «Голод» — роман Кнута Гамсуна.
- «Знак четырёх» — повесть Артура Конан Дойля.
- «Крейцерова соната» — повесть Льва Толстого.
- «Кукла» — роман Болеслава Пруса.
- «Наше сердце» — роман Ги де Мопассана.
- «Непрошеная» — пьеса Мориса Метерлинка.
- «Отец Сергий» — повесть Льва Толстого.
- «Полунощники» — повесть Николая Лескова (опубликована в 1891).
- «Поумнел» — повесть Петра Боборыкина.
- «Портрет Дориана Грея» — роман Оскара Уайльда.
- «Слепые» — пьеса Мориса Метерлинка.
- «Чёртовы куклы» — роман Николая Лескова.

## Научная литература
- В столице Российской империи городе Санкт-Петербурге издан первый (из 86-ти) том Энциклопедического словаря Брокгауза и Ефрона.
- «Влияние морских сил в истории» — геополитическое исследование Альфреда Тайера Мэхэна.
- «Золотая ветвь» — исследование мифологии и ритуалов древности Джеймса Джорджа Фрэзера.

## Родились
- 9 января — Карел Чапек, чешский писатель (умер в 1938).
- 10 февраля — Борис Леонидович Пастернак, русский поэт и писатель, лауреат Нобелевской премии по литературе 1958 года (умер в 1960).
- 21 февраля — Франсиско Дефилиппис Новоа, аргентинский драматург, писатель  (умер в 1929).
- 4 марта — Захар Фёдорович Дорофеев, мордовский поэт (умер в 1952).
- 15 мая — Константин Васильевич Иванов, чувашский поэт, классик чувашской литературы (умер в 1915).
- 15 мая — Кэтрин Энн Портер, американская писательница и журналист, автор знаменитого романа «Корабль дураков» (умерла в 1980).
- 15 июня — Мейбл Брукс, австралийская писательница (умерла в 1975).
- 11 июля — Пятрас Вайчюнас, литовский поэт и драматург (умер в 1959).
- 20 августа — Г. Ф. Лавкрафт, американский писатель (умер в 1937).
- 30 августа — Хулио Корреа, парагвайский поэт и драматург (умер в 1953).
- 4 сентября — Николай Сергеевич Ашукин, русский поэт, литературный критик, историк литературы, библиограф (умер в 1972).
- 15 сентября — Агата Кристи, английская писательница (умерла в 1976).
- 29 ноября — Борис Викторович Томашевский, советский литературовед и текстолог (умер в 1957).
- 8 декабря — Карел Новый, чехословацкий писатель (умер в 1980).
- 10 декабря — Эдвард Джозеф Харрингтон О’Брайен, американский писатель, поэт, редактор и составитель антологий из произведений английской и американской литературы (умер в 1941).

Без точной даты
- Коргоол Досуев, киргизский советский народный поэт, певец, акын-импровизатор (умер в 1962).

## Умерли
- 12 января — Олимпия Одуар (урождённая Фелисите-Олимп де Жуваль), французская феминистка, суфражистка и писательница— публицист (родилась в 1832)[1]
- 14 января — Карл Фридрих Герок, немецкий поэт и писатель (род. 1815).
- 5 февраля — Антонио Буччеллати, итальянский прозаик (родился в 1831).
- 15 июля — Готфрид Келлер, швейцарский писатель, писал на немецком языке (родился в 1819).
- 7 августа — Николае Орашану, румынский поэт-сатирик и прозаик (родился в 1833).
- 20 октября — Ричард Фрэнсис Бёртон, британский путешественник, писатель, поэт, переводчик, этнограф, лингвист, гипнотизёр, фехтовальщик и дипломат (родился в 1821).
- 26 октября — Карло Коллоди, итальянский писатель (родился в 1826).
- 18 декабря — Григорий Петрович Данилевский, русский писатель и публицист (родился в 1829).